# Belize op de Olympische Zomerspelen 2016
Belize nam deel aan de Olympische Zomerspelen 2016 in Rio de Janeiro, Brazilië. De selectie bestond uit drie (op olympisch niveau debuterende) atleten, actief in twee sporten. Atleet Brandon Jones droeg de Belizaanse vlag tijdens de openings- en de sluitingsceremonie.

## Deelnemers en resultaten
(m) = mannen, (v) = vrouwen 

### Atletiek
| Olympiër        | Discipline      | Resultaat | Prestatie             |
| --------------- | --------------- | --------- | --------------------- |
| Brandon Jones V | 200m (m)        | 73e       | serie 10: 8e in 21,49 |
|                 |                 |           |                       |
| Katy Sealy      | 100m horden (v) | 46e       | serie 1: 7e in 15,79  |

### Judo
| Olympiër     | Discipline | Resultaat | Prestatie                                      |
| ------------ | ---------- | --------- | ---------------------------------------------- |
| Renick James | –90kg (m)  | 17de      | 1e ronde: vrij 2e ronde: V van NRU Uera: ippon |